# Malaincourt
Malaincourt település Franciaországban, Vosges megyében. Lakosainak száma 80 fő (2022. január 1.). Malaincourt Aingeville, Beaufremont, Gendreville, Hagnéville-et-Roncourt, Médonville, Morville és Vaudoncourt községekkel határos.

## Népesség
A település népességének változása:
| Lakosok száma | 94   | 91   | 89   | 85   | 83   | 81   | 79   | 79   | 80   |
|               | 2013 | 2015 | 2016 | 2017 | 2018 | 2019 | 2020 | 2021 | 2022 |